# Alcis decoloraria
Alcis decoloraria är en fjärilsart som beskrevs av Alphéraky 1889. Alcis decoloraria ingår i släktet Alcis och familjen mätare. Inga underarter finns listade i Catalogue of Life.